# Rogelio Vigil de Quiñones
Rogelio Vigil de Quiñones y Alfaro (1 de enero de 1862-7 de febrero de 1934) fue un médico y militar, uno de los "Últimos de Filipinas" nacido en Marbella (España). Héroe de Baler. Fue el descubridor del Antídoto contra la Enfermedad Epidémica del Beriberi , una enfermedad tropical que acabó con la vida de millones de personas, y que, sin recursos, durante el sitio de Baler, pudo contener, y gracias a ello salvó la vida de los españoles allí presentes, pudiendo retornar a España gracias a los tratamientos que practicó el Médico "Vigil de Quiñones". 
Fue ante todo un gran "Humanista", ponía a la persona antes que a cualquier otra cosa, siempre intentó ayudar a los enfermos considerándolos personas, pese a que no tuviera por qué en las épocas de tregua, ya que anteponía esa condición humana de la persona y su derecho a sanarse.
Fue el primer director general Médico del Hospital Docker de Melilla, y también sirvió como Médico en el Hospital Militar de Sevilla que ostenta su nombre desde su inauguración en el 1980 por aclamación popular, durante el Gobierno de la UCD y Orden del Rey Juan Carlos I , rotulado como "Hospital Vigil de Quiñones.
Fue Médico en 3 continentes, Europa ( España ) , Filipinas ( Asia ) y Marruecos y Melilla ( África ).
Un destacado Español y Andaluz , por su excelencia y buen trato con la gente, querido notoriamente por los ciudadanos de las ciudades por donde pasó ( Chite y Talará ( valle de lecrín, Granada ) , Sevilla, Melilla, Barcelona, Bilbao, San Fernando( Cádiz ) y Cádiz, así como Marbella ( Málaga ).

## Primeros años

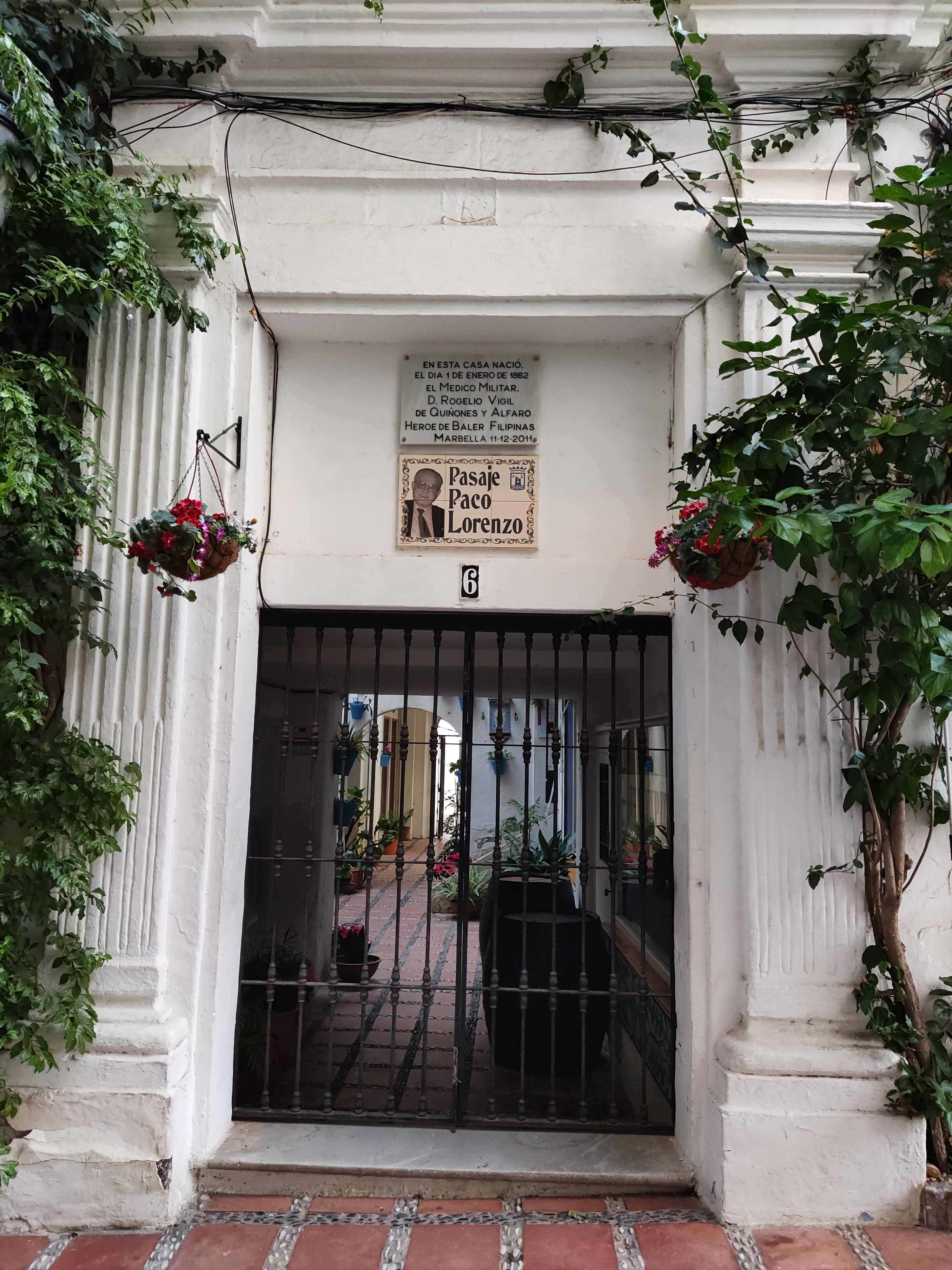
Casa natal en calle Nueva en Marbella

Nacido en el seno de una familia de origen leonés afincada en Marbella y de tradición militar, vino al mundo en el número 6 de la céntrica calle Nueva de Marbella, pasa sus primeros años de vida en esta ciudad, trasladándose a Granada, junto a su familia, para cursar estudios superiores. Inicialmente apartado del ejército, se licencia en Medicina y Cirugía el 5 de abril de 1886, en la Universidad de Granada, ejerciendo en las localidades de Talará y Chite, junto a las Alpujarras granadinas, su profesión de médico rural hasta que, a la edad de 35 años, decide alistarse como Teniente Médico Provisional del Cuerpo de Sanidad Militar, en noviembre de 1897. Destinado a Filipinas, embarca rumbo al archipiélago el 4 de diciembre de 1897, a donde llega el 2 de enero de 1898, incorporándose al servicio de guardias del Hospital de Malate.

## El sitio de Baler
Tras la paz de Biak-na-Bató firmada en diciembre de 1897, aparentemente sofocada la revolución filipina emprendida por el Katipunan, el gobierno decide sustituir los 400 hombres del Mayor Génova, en Baler, por una pequeña fuerza de 50 hombres al mando del teniente Juan Alonso Zayas, que parte hacia allí el 5 de febrero, acompañado por el teniente Saturnino Martín Cerezo, el recién nombrado gobernador civil y Militar del distrito de El Príncipe, el capitán de Infantería Enrique de las Morenas y Fossi y el teniente médico Rogelio Vigil de Quiñones y Alfaro.
A su llegada a Baler el 12 de febrero, Vigil se ocupa de la puesta en orden de la enfermería.
A pesar de que entre Baler y Manila apenas había 100 kilómetros, las comunicaciones por tierra eran prácticamente inexistentes, siendo el barco el medio habitual para la recepción de mercancías y noticias.
Tras un breve periodo de tranquilidad, el 30 de junio de 1898, durante una patrulla rutinaria, los hombres al mando de Cerezo caen en una emboscada de los insurgentes filipinos, comandados por Teodorico Novicio Luna, resultando herido el cabo Jesús García Quijano, comenzando el sitio.
Los españoles, se refugian en la iglesia del pueblo por ser el edificio más sólido y defendible en caso de prolongarse la situación, que, finalmente, duró 337 días.
Durante el transcurso de una refriega, el 13 de octubre, es gravemente herido en un costado y, ayudado por unos espejos, él mismo se practica las curas. Aun estando herido sigue participando activamente en la defensa, empuñando las armas junto al resto de los sitiados.
En diciembre, cae enfermo del beriberi, enfermedad que afecta a gran número de los defensores y de la que mueren el capitán de las Morenas y el 2.º teniente Alonso Zayas. Utilizando hierbas y alimentos obtenidos durante varias salidas al exterior de la iglesia, consigue recuperarse, pero lo más importante es que Vigil de Quiñones logró frenar la epidemia de BeriBeri que era Pandémica en la época, al tiempo que atendía con frecuencia a enemigos heridos cuando había períodos de tregua, debido a su condición humanista y valores médicos, a pesar de las advertencias acerca del peligro que ello suponía.
El día 20 de abril de 1899, fue un día clave, ya que realiza la llamada operación al descubierto, empuñando una pistola impide un ataque enemigo que pretendía prender fuego a la iglesia, y consigue detenerlo. Tras once meses y 6 días de sitio, y tras cerciorarse de que España se había rendido en Filipinas, el 2 de junio capitulan con todos los honores, saliendo del puesto armados y con la bandera, atravesada y desgarrada por balas y metralla.
El 30 de junio, el Gobierno filipino declara a los defensores de Baler, sitio de Baler, amigos y les facilitan pases para su regreso a España, hacia donde embarcan en el trasatlántico Alicante llegando a Barcelona el día 1 de septiembre.

## Regreso a España
Días después de su regreso a España, el 18 de septiembre, es destinado al 2.º Batallón del Regimiento de Infantería Soria n.º 9, con guarnición en Sevilla. Diez días después es condecorado con dos cruces de 1.ª clase de María Cristina, por los méritos contraídos. Incorporado a su regimiento el 13 de noviembre, es nombrado, el 18 de septiembre del año siguiente, médico alumno de la Academia Médico Militar.
El 18 de julio de 1901 es promovido al empleo de Médico Segundo y destinado tres días después al Servicio de Guardia del Hospital Militar de Sevilla. Durante los siguientes años es destinado a Santa Cruz de Tenerife, como asistencia a las fuerzas de Ingenieros, a Pamplona, con el Regimiento de Infantería deitución n.º 29, a Vich, como miembro del Batallón de Cazadores de Barcelona n.º 3 y finalmente a Barcelona, con el mismo Batallón. A los cuatro años de su vuelta de Filipinas, el 5 de mayo, tras recibir la medalla de Alfonso XIII, es ascendido a Médico Primero.

## Norte de África
En 1909 embarca hacia Melilla el 14 de julio, llegando dos días más tarde, para participar en varios hechos de armas de la guerra de Melilla como Atalayón, 2.ª Caseta en Beni-Tusar, Atlaten, Segangan y otros puntos. A finales de año, el día 17 de diciembre embarca de nuevo para la Península. Se le concede la Cruz de 1.ª clase del Mérito Militar, y la Cruz de 1.ª clase del Mérito Militar con distintivo rojo, por los méritos contraídos en las acciones en las que participó en el Marruecos español.
El día 31 de mayo se le concede Real licencia para su casamiento, contrayendo matrimonio con doña Purificación Alonso y Ruiz, tuvo seis hijos, en el año 1911. Tras su boda, es destinado al 1.er. Depósito de caballos sementales y Jefatura de Sanidad Militar en el Hospital Cívico-Militar de Jerez de la Frontera y posteriormente al Regimiento de Cazadores de Alfonso XII n.º 21, en Sevilla.
Embarca nuevamente hacia el protectorado español de Marruecos junto a su nuevo regimiento el 18 de junio de 1913, rumbo a Larache, donde llegan el día 21 siguiente. Tras un permiso por enfermedad, en que es evacuado, regresa a Larache y participa en diversas batallas. El día 11 de diciembre de 1914 es destinado a la Plana Mayor de su Regimiento, regresando a Sevilla.
Cuatro años después de su regreso de África, el 4 de diciembre, asciende al empleo de Comandante Médico de Sanidad Militar y al año siguiente, solicita cambio de destino, al Hospital Militar Docker, en Melilla. El día 14 de mayo de 1920 se hace cargo del Hospital de campo de Zoco de Tlatza, para atender a los heridos de Dar-Drius, labor por la que es felicitado por el comandante general de Melilla. El 2 de julio de 1921 es designado jefe de evacuación del Hospital de Dar-Drius.
Desde este año y hasta 1923, desempeña diversos cargos en hospitales militares de la zona, siendo felicitado por el Inspector Jefe de la Sección de Sanidad Militar, concediéndosele gratificación de efectividad.

## Retiro
El día 14 de enero de 1923 pasa a situación de reserva, fijando su residencia en San Fernando, hasta que finalmente se le concede el retiro el 30 de enero de 1926, cerrando con ello una extensa hoja de servicios.
Falleció en Cádiz, el 7 de febrero de 1934, donde es enterrado. Al poco tiempo sus restos fueron exhumados y trasladados a Madrid. A su llegada a la estación de Atocha fueron recibidos, entre otros altos jefes militares, por el cirujano militar Mariano Gómez Ulla. Le fueron rendidos honores militares y posteriormente, en carroza y con un cortejo militar, fue trasladado al Cementerio de La Almudena, al Panteón de los héroes de las campañas de Cuba y Filipinas.

## Reconocimientos
- 2 Cruces de María Cristina de 1.ª Clase
- El día 1 de mayo de 1903 se le concede la medalla de Alfonso XIII.
- Cruz de 1.ª clase del Mérito Militar.
- Cruz de 1.ª clase del Mérito Militar con distintivo rojo.
- Medalla conmemorativa de los Sitios de Gerona
- El 26 de marzo de 1917 se le concede el pasador de Larache.
- El 7 de julio de 1921 le conceden la cruz de la Orden de San Hermenegildo.
- Marbella, su pueblo natal, le dedicó una calle y un área de acampada de la OJE,[3] hoy reconvertida en parque, donde se colocó un busto donado por sus descendientes.
- En la casa donde nació, en calle Nueva núm 6, se colocó un azulejo conmemorativo de su nacimiento.
- En 1998, con motivo del centenario del sitio de Baler, Sanidad Militar instala un busto en su honor en el Hospital de Sevilla.
- En 1972 se coloca una placa conmemorativa en la casa donde vivió y murió en la calle Bendición de Dios en Cádiz.